# گیونگ ته سونگ
گیونگ ته سونگ (انگلیسی: Gyeong Dae-seung؛ ۱۱۵۴ – ۴ اوت ۱۱۸۳) سیاست‌مدار و سومین دیکتاتور بزرگ نظامی بود که در خلال اواخر سلسله گوریو در کره حکمرانی کرد. برخلاف دیکتاتوران پیشین، ژنرال گیونگ در حل مشکلات گوریو و کمک به کامیابی مردم مصمم بود، تا جایی که وی اموال حاکمان فاسد را می‌گرفت و به مردم پیشکش می‌کرد، وی اقداماتی همچون  بخشش تمام اموال خود به مردم را  هم به انجام رساند. محبوبیت وی در بین مردم باعث پدید آمدن حسادت در پادشاه میونگ جونگ از گوریو شد. دیکتاتوری نظامی وی بر گوریو باعث حکمفرمایی دوران مختصری از صلح در پادشاهی مملو از جنگ گوریو شد. بر اساس تاریخ گوریو، گیونگ ته سونگ از نظر جسمی از دیگران قدرتمندتر بود و از سنین پایین جاه‌طلبی‌های بزرگی داشت.

## زمینه
ژنرال گیونگ ته سونگ در سال ۱۱۵۴ در گیونگ‌جین واقع در در چئونگ‌جو در شمال کره جنوبی کنونی به دنیا آمد. در زمان تولد وی، طبقه نظامی کشور به شدت تضعیف شده و از تجمل‌هایی که همتایان محقق و کشوری آنها قادر به بهره‌مندی بیش از حد بودند، محروم شده بودند. گیونگ جوان تمرینات نظامی خود را در سن ۱۵ سالگی آغاز نمود و در زمان رژیم‌های نظامی یی اوی بنگ و جونگ جانگ بو خدمت نمود. زمانی که پدرش فوت نمود، او مسئولیت خانواده را بر دوش کشید و شروع به کمک به فقرا نموده و تصمیم گرفت تا از ارتش خصوصی که پدرش ساخته بود بهره ببرد.
او تمام ثروتی را که پدرش، گیونگ جین، از راه‌های نامشروع به دست آورده بود، به ارتش بخشید و زندگی صادقانه‌ای را سپری کرد.

## دیکتاتوری
در سال ۱۱۷۹، ژنرال گیونگ جوان یک شورش را علیه جونگ جانگ بو که دیکتاتور وقت بود ترتیب داده و در پروسه ای به منظور پاک کردن هر ردی از رژیم گذشته، داماد و پسر وی را کشت. در سن ۲۶ سالگی، گیونگ رژیم قدرتمند نظامی جونگ را سرنگون کرده و خود دیکتاتور بلامنازع گوریو شد. بزرگ‌ترین کمک برای گیونگ دوست تمام عمرش ژنرال کیم جا گیوک بود که می‌خواست گیونگ را به تخت سلطنت بنشاند. اما گیونگ اجازه نداد این موارد بر قصد اصلی وی در قدرت گرفتن غلبه کند. گیونگ ته سونگ در میان مردم به شدت محبوب شد و عنوان ژنرال صالح و جوان را دریافت کرد. امپراتور میونگ جونگ به محبوبیت و قدرت گیونگ حسد می‌ورزید و از قبول ژنرال جوان با این گفتار که او نیز یک جنگجوی تشنه به خون وحشی دیگر است که به قدرت حریص است، امتناع می‌ورزید. علی‌رغم تلاش برای احیای صلح، گیونگ با تلاش‌هایی برای ترورش روبرو شد که مشهورترین آنان تلاشی توسط دوستش کیم جا گیوک برای مسموم کردن وی بود. این تلاش‌ها شکست خورد و گیونگ برای مدت پنج سال تا زمانی که بیمار شد (احتمالاً بیماری سل) و این بیماری او را از پای درآورد، دیکتاتور نظامی گوریو بود.

## مرگ و پس از آن
او یک ارتش خصوصی برای محافظت از خود تأسیس کرد و ۱۰۰ سرباز را رهبری کرد، اما در صبح روز ۴ اوت ۱۱۸۳ (سیزدهمین سال سلطنت پادشاه میونگ جونگ)، او به‌طور ناگهانی و مرموزی در سن ۳۰ سالگی در حالی که پس از نوشیدن الکل خواب بود، درگذشت. با مرگ گیونگ، نایب سابق یی یو بانگ یعنی یی یو مین به که سونگ بازگشت و قدرت گوریو را در دست گرفت و میراث گیونگ ته سونگ را بی اثر نمود.